# Julio Herrera y Reissig

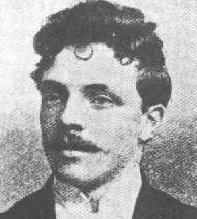
Julio Herrera y Reissig

Julio Herrera y Reissig (n. 9 ianuarie 1875 - d. 18 martie 1910) a fost un scriitor uruguayan.
A început cariera literară în perioada romantismului și a evoluat ulterior în cea a modernismului, devenind unul dintre cei mai importanți reprezentanți latino-americani ai acestui curent, alături de Rubén Darío și Leopoldo Lugones.

## Opera
Lirica sa, influențată de parnasianiștii și simboliștii francezi, se constituie ca rezultat al unei imaginații bizare și explorează zonele obscure ale subconștientului.
Herrera y Reissig a înființat publicația literară La Revista.

### Scrieri
- 1900: Viața ("La vida")
- 1902: Utreniile nopții ("Los maitines de la noche")
- 1906: Sonete basce ("Sonetos vascos")
- 1909: Turnul sfinxului ("La torre de la Esfinge").
- 1908: Parcurile părăsite ("Los parques abandonados").